# Asturië (regio)
Het prinsdom Asturië (Spaans: Principado de Asturias, Asturisch: Principáu d'Asturies) is een van de zeventien autonome regio’s van Spanje en ligt in het noordwesten van het land, tussen het Cantabrisch Gebergte en de Cantabrische Zee, tussen de regio's Galicië en Cantabrië. In het zuiden grenst Asturië aan Castilië en León. Asturië is zowel een autonome regio als een provincie, met als hoofdstad Oviedo. De grootste stad van de regio is Gijón. In 2012 had Asturië een inwonertal van 1.077.360.
Asturië neemt in de Spaanse geschiedenis een bijzondere plaats in, omdat het het enige christelijke gebied was toen de rest van het Iberisch Schiereiland Moors bezit was in de middeleeuwen. Het kruis op de vlag van Asturië herinnert hier nog aan. Ook om die reden heeft de kroonprins van Spanje de titel 'prins van Asturië'. De autonome gemeenschap Asturië is in naam een 'prinsdom'.

## Geschiedenis

### Oudheid
De oudste sporen van bewoning in Asturië zijn gevonden in de grot van El Sidrón in de gemeente Piloña. Het gaat om fossiele resten van neanderthalers van 49.000 jaar oud. Van de homo sapiens zijn onder meer wandschilderingen gevonden in de grot van Tito Bustillo in Ribadesella, die dateren uit het laatpaleolithicum. Rond 9500 v.Chr. verschijnt er een inheemse epipaleolithische cultuur, eigen aan Asturië, waarvan de belangrijkste resten langs de kust zijn gevonden.
Tijdens het neolithicum ontwikkelde zich ook in Asturië de landbouw, waarvan veel sporen aangetroffen zijn. Uit deze overgangstijd stammen verder bijvoorbeeld ook de grafheuvels en andere grafmonumenten op de Monte Areo nabij Carreño en Gijón. Ook begon het gebruik van metalen zich in deze periode te ontwikkelen. Vanaf de bronstijd vestigden de bewoners van de regio zich in zogenaamde castros, versterkte dorpen, waarvan het best bewaarde exemplaar Chao Samartín is, nabij het dorp Castro in de gemeente van Grandas de Salime. Het Romeinse Rijk deed vrij geleidelijk zijn intrede in de regio, en dit geschiedde op relatief vreedzame wijze, ook al ontstond er later een mythe van heldhaftig verzet tegen de bezetter. De Romeinse cultuur smolt zelfs samen met de inheemse cultuur; er vond een 'asturianisatie' van de Romeinse sociaal-culturele orde plaats, die later een grote rol zou spelen in het ontstaan van het Koninkrijk Asturië.

### Koninkrijk Asturië

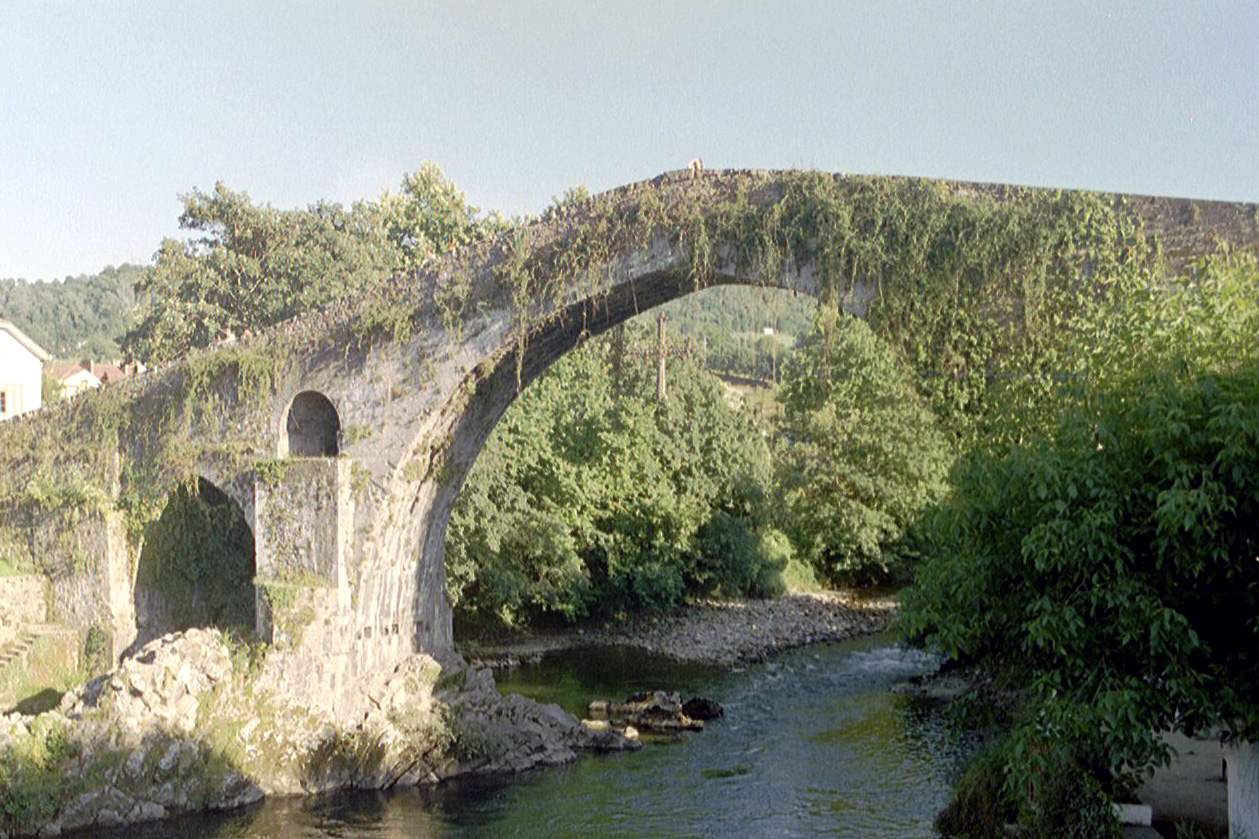
Brug in de Asturische preromaanse bouwstijl

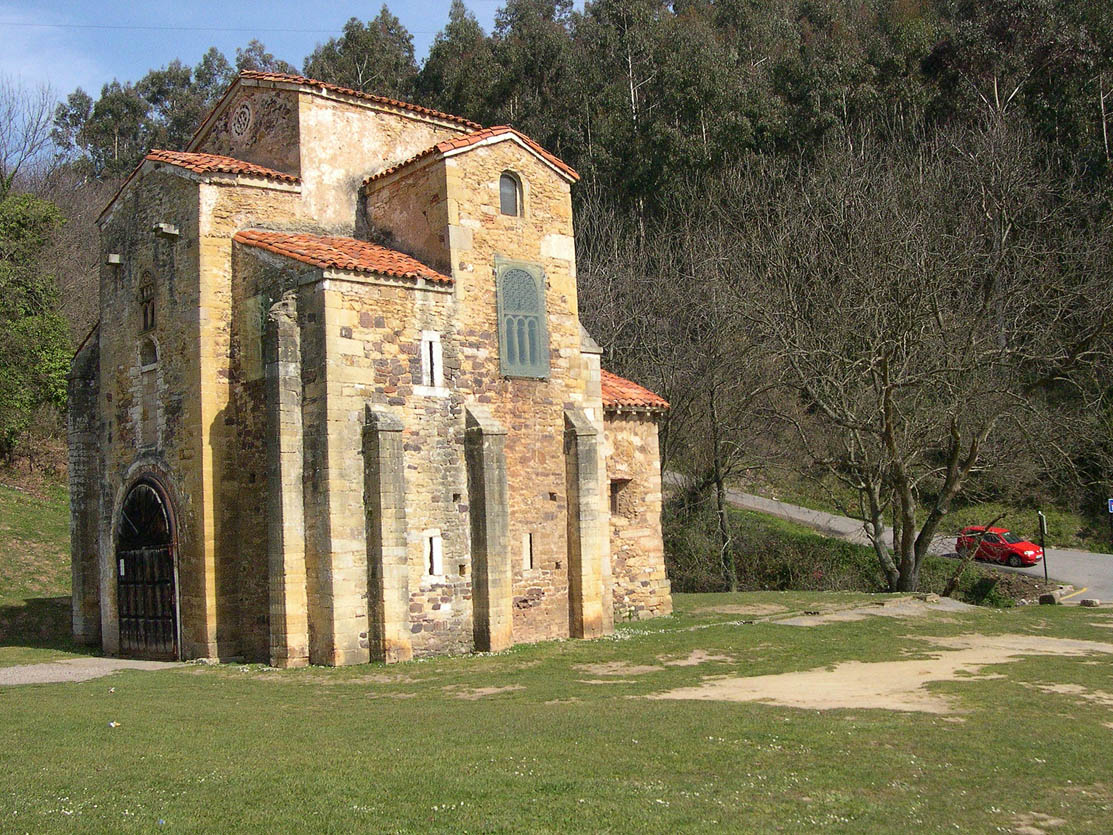
San Miguel de Lillo

Na de Romeinse tijd en de val van het Koninkrijk der Visigoten begint een belangrijke periode in de geschiedenis van Asturië. In de 8e eeuw, na de mythische Slag bij Covadonga, ontstond het Koninkrijk Asturië, onder leiding van Pelayo, dat zich de herovering van het gehele Iberisch Schiereiland tot doel stelde, een proces dat onder de naam Reconquista de geschiedenis in zou gaan. Tijdens deze expansie naar het zuiden kende het koninkrijk een ware bloeiperiode, waarvan met name de architectuur en edelsmederij getuigen. Er werd een geheel eigen stijl ontwikkeld: de Asturische preromaanse stijl. Overgebleven gebouwen uit deze tijd zijn door de Unesco op de lijst van werelderfgoed geplaatst.
Aanvankelijk was Cangas de Onís de hoofdstad van het koninkrijk, maar na wat omzwervingen vestigde het hof zich in Oviedo. Dat is vandaag de dag nog de hoofdstad van de autonome regio en prinsdom Asturië.
Na het overlijden van koning Alfons III in 911 werd het koninkrijk onder zijn erfgenamen opgedeeld en verloor het aan invloed ten opzichte van de nieuwere koninkrijken op het Iberisch Schiereiland. Het hof werd in 913 naar León verplaatst en het rijk nam de naam 'Koninkrijk León' aan. De rest van de middeleeuwen in de regio kenmerkt zich door opstanden van de lokale adel. In 1388 werd het prinsdom Asturië uitgeroepen, verbonden aan de opvolger van de Castiliaanse troon, om het gebied te onderwerpen aan het centrale bestuur. Tussen dat moment en 1444 zag de Junto General van het prinsdom als bestuursorgaan het licht.

### Moderne tijd
Halverwege de 18e eeuw woonden er 200.000 mensen in Asturië, van wie ongeveer 90% werkzaam waren in de landbouw.
Vanaf de tweede helft van de 19e eeuw ontwikkelden de mijnbouw en de staalindustrie zich, voornamelijk in de centrale vallei ten zuiden van Oviedo. Deze industrieën veroorzaakten een aanzienlijke trek naar de stad en werden gezichtsbepalend voor de regio. Ook begon vanaf het arme platteland een massale emigratie van Asturiërs, hoofdzakelijk naar Zuid-Amerika. Emigratie werd een van de kenmerken van de regio.
Asturië bleven de tragische gebeurtenissen in de 20e eeuw niet bespaard. De revolutie van oktober 1934 en de Spaanse Burgeroorlog hielden er behoorlijk huis. In de burgeroorlog was Asturië het toneel van een van de wreedste en bloedigste hoofdstukken. Desalniettemin kenden de mijnbouw en de metaalindustrie enige bloei halverwege de vorige eeuw, onder het regime van Franco.
De intrede van de democratie in Spanje viel samen met de economische crisis in de jaren zeventig. Asturië ging een periode van opeenstapeling van economische problemen en hervorming van zijn belangrijkste productieve sectoren in. Het toetreden van Spanje tot de EG in 1986 leidde tot een sterke aanpassing van de regionale economie op vlakken als de landbouw, mijnbouw, staalindustrie, visserij en scheepsbouw. De negatieve effecten van al deze veranderingen werden verzacht door de structurele fondsen van de Europese Unie.

## Geografie

### Ligging

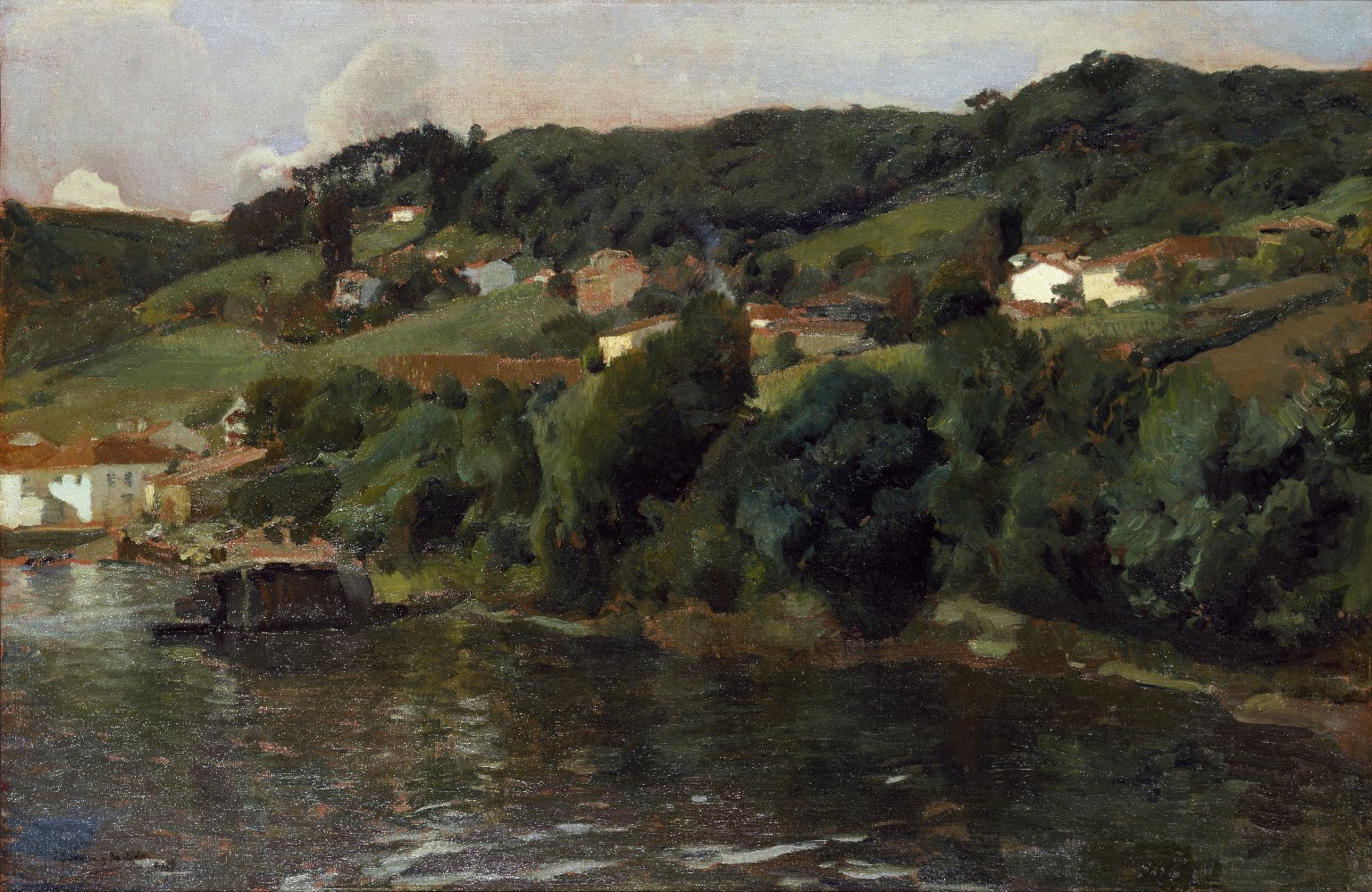
Asturisch landschap, door Joaquín Sorolla y Bastida, 1904

Asturië ligt aan de Cantabrische Zee, een gedeelte van de Atlantische Oceaan, in het noorden van Spanje en heeft een oppervlakte van 10.603,57 km². Het grenst in het westen aan Galicië, in het oosten aan Cantabrië en in het zuiden aan Castilië en León. De Asturische kust wordt ook wel de Costa Verde genoemd. Over de gehele lengte ligt parallel aan de kust het Cantabrisch Gebergte, waarvan de Picos de Europa het hoogste deel vormt. De zuidgrens van het prinsdom loopt door dit gebergte.
Het feit dat dit gebergte dicht bij de kust ligt is erg bepalend voor het landschap. Zo zijn de rivieren in Asturië vrij kort, met een groot hoogteverschil en dus met een zeer sterke stroming.
Asturië telt verschillende natuurgebieden: Natuurpark Redes, Natuurpark Somiedo, Natuurpark Fuentes del Narcea, Degaña e Ibias, Natuurpark Ponga, Natuurpark Las Ubiñas-La Mesa, Nationaal park Picos de Europa.

### Klimaat
Asturië heeft een koel en gematigd zeeklimaat. Dit komt doordat in de winter de wind het meest uit het zuidwesten komt en milde lucht meevoert, terwijl de dominante windrichting in de zomer het noordoosten is en de wind dan juist koelere lucht aanvoert. Verder in het binnenland is het klimaat iets minder mild. In de hoger gelegen gebieden en zeker in de bergen kunnen de winters koud zijn en kan er een aanzienlijke hoeveelheid sneeuw vallen.
Door de nabijheid van de Atlantische Oceaan is er veel neerslag. Vooral als de wind uit het noorden komt en frontaal op het Cantabrisch Gebergte botst, zorgt de hellingstijgwind voor regen. Door de hoeveelheid neerslag maakt Asturië onomstreden deel uit van het 'natte' of 'groene' Spanje langs de noordkust, in tegenstelling tot het 'droge' Spanje, ten zuiden van het Cantabrisch Gebergte, waar aanzienlijk minder neerslag valt.
De qua temperatuur relatief gematigde kust is in de zomer een populair vakantieoord voor mensen uit de rest van Spanje, bijvoorbeeld uit de omgeving Madrid.

### Bevolking
In het centrale deel is het vlakker en woont het grootste deel van de bevolking. De hoofdstad Oviedo, een stad met iets meer dan 224.005 inwoners, ligt 27 km landinwaarts. De havenstad Gijón, met een inwonertal van ruim 277.554, is de grootste stad van Asturië. De nabijgelegen belangrijke havenstad Avilés, met 84.242 inwoners, maakt de centrale stedendriehoek compleet.
Andere belangrijke plaatsen zijn de mijnbouwsteden Mieres (44.070 inwoners) in de centrale vallei en Langreo (45.565 inwoners).
Buiten de bevolkingsconcentratie in het midden van Asturië zijn de belangrijkste economische activiteiten landbouw, visserij en toerisme. Ten oosten en westen van deze steden woont de bevolking voornamelijk in de kuststrook. In het westen zijn Navia en Luarca de belangrijkste kernen aan de kust, en Cangas del Narcea en Grado in het binnenland. In het oosten ligt Llanes aan de kust en is het binnenland dunbevolkt in de Picos de Europa.
De meeste plattelandsgebieden in Asturië, en dan met name in het westen en zuidwesten, zijn snel aan het leeglopen door een aanhoudende crisis in de landbouw. Boeren die niet meer rond kunnen komen door de kleinschaligheid van hun onderneming trekken naar de stad, met name naar de centrale drie steden in Asturië zelf en naar Madrid.

### Demografische ontwikkeling
Bron: INE
Opm: Bevolkingscijfers in duizendtallen

### Bestuurlijke indeling
Asturië is zowel een autonome regio als een provincie, en is dus in tegenstelling tot bijvoorbeeld Andalusië niet onderverdeeld in verschillende provincies.
Asturië is onderverdeeld in acht comarca's (Asturisch: cotarros) en 78 gemeentes. Daarnaast zijn er ook landelijke parochies die behoren tot een gemeente. Dit zijn administratieve onderverdelingen van gemeentes; ze hebben niets te maken met kerkelijke parochies.

### Transport
De hoofdwegen in Asturië zijn de A-8 en de A-66. De A-8 verbindt Santander met A Coruña via Gijón en Avilés. De A-66 komt van Salamanca en León en gaat via Oviedo naar Gijón.
De luchthaven van Asturië verbindt de regio met Madrid, Barcelona en andere nationale en Europese bestemmingen. Bovendien vertrekken van Gijón en Oviedo treinen naar Madrid, Barcelona en Alicante. Deze treinen doorkruisen de Cantabrische bergketen via de Rampa de Pajares, een geheel van 79 opeenvolgende tunnels, die in 1889 werden gebouwd.
De hogesnelheidslijn Variante de Pajares, die Asturië zal verbinden met León, is in aanbouw en zal naar verwachting in november 2023 opengaan.

## Taal
De enige officiële taal in Asturië is het Spaans (of Castiliaans). Er wordt tevens Asturisch (Asturisch: Asturianu of Bable) gesproken, dat wordt beschermd door de Wet op het Gebruik en de Bevordering van het Asturisch (Ley 1/1998, de 23 de marzo, de uso y promoción del bable/asturiano). In het westen van Asturië wordt ook een dialect van het Galicisch gesproken, dat ook wel als een overgangsdialect tussen het Galicisch en het Asturisch wordt gezien. Het gebruik van dit dialect is echter minimaal vergeleken met het gebruik van het Asturisch. Er is een tendens om alle Spaanse plaatsnamen door traditioneel Asturische en Galicisch-Asturische plaatsnamen te vervangen.

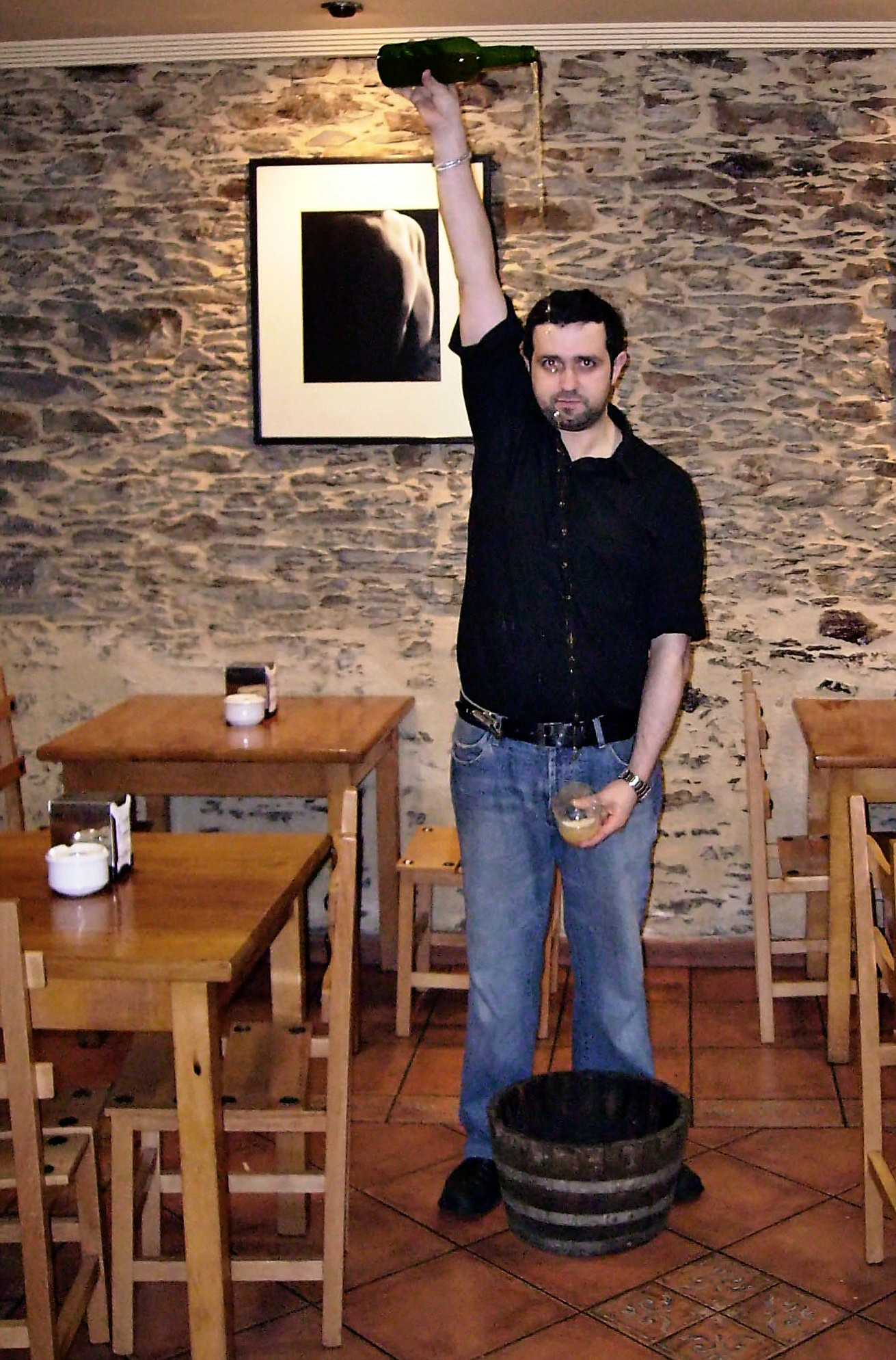
Het inschenken van Asturische cider

## Cultuur

### Gastronomie
Asturië geniet een vrij grote bekendheid vanwege de landbouwproducten en de bijbehorende schotels die ervandaan komen.
De fabada (voluit fabada asturiana) is een schotel van witte bonen en vleeswaren zoals chorizo, bloedworst en varkensvlees. In principe worden inheemse Asturische bonen gebruikt, waarvan sommige soorten zelfs een beschermde oorsprongsbenaming hebben en dus wettelijk als Asturisch product beschermd worden.
Daarnaast staat Asturië bekend om zijn kazen. De bekendste daarvan is de cabrales, een blauw geaderde koeienkaas. Verder komen er meerdere varianten koeien- en geitenkazen vandaan.
Maar het meest staat het prinsdom bekend om de verschillende cidersoorten die ervandaan komen. Door het fermentatieproces dat gebruikt wordt bevat Asturische cider geen koolzuur. De cider wordt vanaf grote hoogte in het glas geschonken, zodat het een sprankelende smaak krijgt, vergelijkbaar met die van champagne. Deze smaak blijft maar even hangen, zodat het glas snel na het inschenken leeggedronken dient te worden. De schenker, die vanuit een naar boven gestrekte arm in het glas dat hij zo ver mogelijk naar de grond houdt schenkt, is er zeker van dat zijn kleren na een paar rondjes doorweekt zijn van de opspattende cider. De cider wordt gemaakt van lokale appelsoorten in vele kleine llagares, fabriekjes door de hele regio. Bijna elk dorp heeft zijn eigen cidersoort.

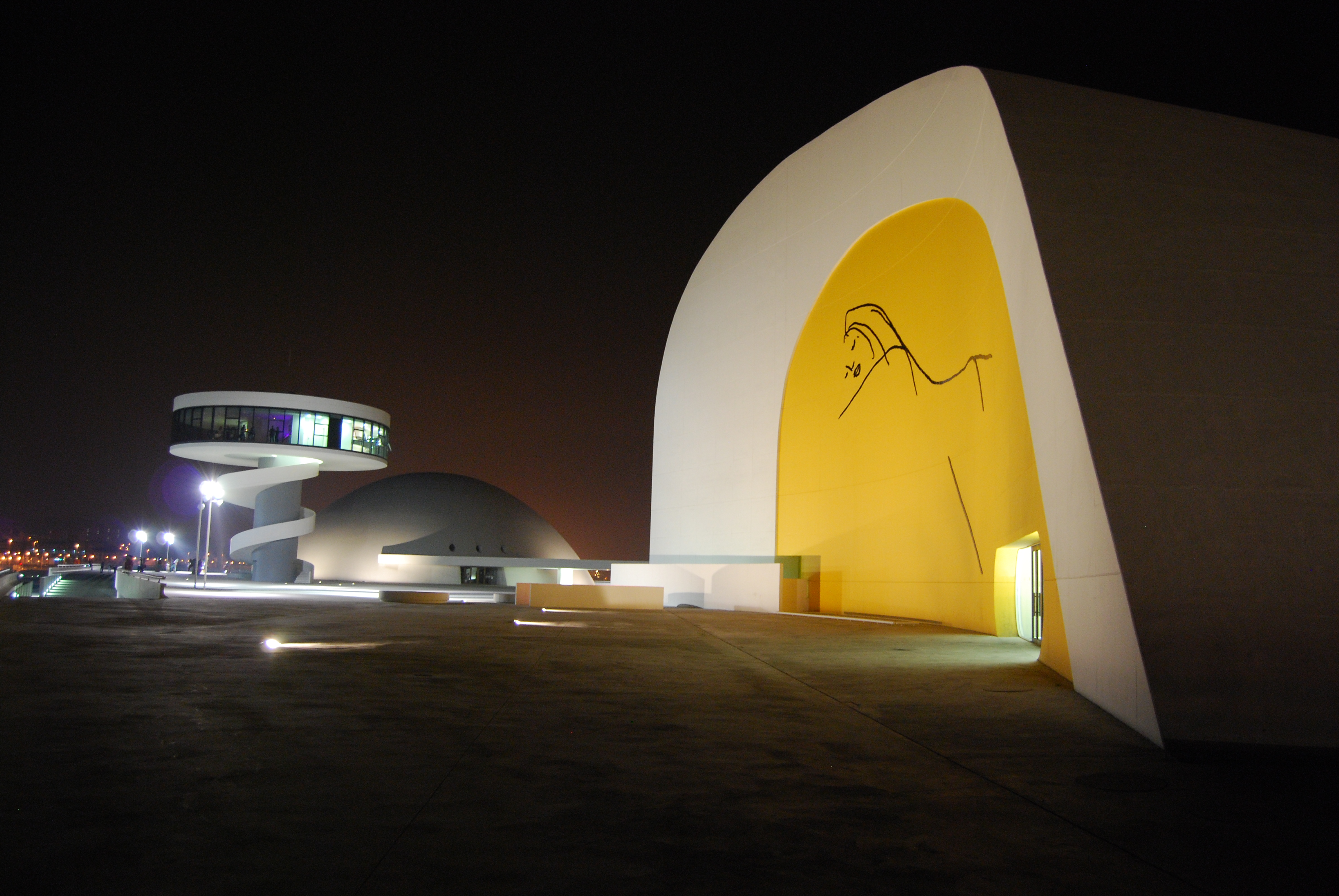
Centro Niemeyer

### Politiek
Asturië is van oudsher een links bolwerk binnen Spanje. Aan het begin van de Spaanse Burgeroorlog voegde de regio zich aan de kant van de republikeinen onder invloed van onder anderen haven- en fabrieksarbeiders en mijnwerkers, terwijl de omringende regio's aan de nationalisten toevielen. Pas na een lang beleg kon het verzet gebroken worden en eindigde de verovering in een bombardement van Oviedo.
Sinds de herinvoering van de democratie in Spanje in 1978 is de PSOE, de socialistische partij, altijd de grootste geweest, hoewel het verschil met de conservatieve PP door de tijd heen aan het afnemen is.

### Media
De autonome gemeenschap beschikt over meerdere publieke zenders.
Naast de landelijke dagbladen (en dan met name El País en El Mundo), verschijnen er in Asturië meerdere regionale bladen. De krant met de grootste oplage is La Nueva España, die wordt uitgegeven in Oviedo, gevolgd door El Comercio, gevestigd in Gijón. Dat laatste blad is de oudste, dagelijks verschijnende krant van de regio. De derde krant van de regio is La Voz de Asturias, die door een samenwerkingsverband grotendeels dezelfde inhoud heeft als El Periódico de Catalunya, en tot voor kort zelfs tot die krant behoorde.

## Prinsdom
Asturië is het enige deel van Spanje dat niet onder Moors bestuur heeft gestaan en het Koninkrijk Asturië was de eerste christelijke staat op het Iberisch Schiereiland na de islamitische invasie van Hispania. Om die reden krijgt de Spaanse troonopvolger automatisch de titel prins van Asturië (Spaans: Principe de Asturias).